# Aire urbaine de Béziers
L'aire urbaine de Béziers est une aire urbaine française centrée sur Béziers.

## La notion d'aire urbaine
D'après l'INSEE, une aire urbaine est un ensemble de communes, composé de communes urbaines (faisant partie de l'agglomération) et de communes rurales (faisant partie de la couronne périurbaine). Pour qu'une commune soit membre d'une aire urbaine, il faut qu'au moins 40 % de ses habitants travaille dans le pôle urbain (l'agglomération) ou la ville-centre (ici, Béziers).

## Caractéristiques
En 2020, l'Insee définit un nouveau zonage d'étude : les aires d'attraction des villes. L'aire d'attraction de Béziers remplace désormais son aire urbaine, avec un périmètre différent.
Cinq communes de l'aire urbaine font partie du pôle urbain de l'unité  urbaine de Béziers et trois de l'unité urbaine de Sérignan.

## Caractéristiques en 2017
D'après la définition qu'en donne l'INSEE, l'aire urbaine de Béziers est composée de 40 communes, situées dans l'Hérault. En 2017, ses 175 141 habitants font d'elle la 53e aire urbaine de France.

## Composition selon la délimitation de 2010
L'aire urbaine de Béziers est composée selon la délimitation de 2010 de 40 communes.
Lors de la redéfinition du zonage urbain de la France effectuée par l'INSEE en 2010, l'aire urbaine de Béziers est passée de 27 à 40 communes. Parmi les treize nouvelles communes, quatre sont des villes isolées : Magalas, Murviel-lès-Béziers, Puisserguier et Servian.
Le tableau suivant détaille la répartition de l'aire urbaine sur le département (les pourcentages s'entendent en proportion du département) :
| Département | Communes | Communes (%) | Superficie (km²) | Superficie (%) | Population (2017) | Population (%) |
| ----------- | -------- | ------------ | ---------------- | -------------- | ----------------- | -------------- |
| Hérault     | 40       | 11,7         | 708,39           | 11,4           | 175 141           | 15,3           |

| Code INSEE | Commune                  | Type                  | Département | Superficie (km²) | Population (2017) | Densité (hab./km²) |
| ---------- | ------------------------ | --------------------- | ----------- | ---------------- | ----------------- | ------------------ |
| 34001      | Abeilhan                 | Commune monopolarisée | Hérault     | +0007,81         | +0 0001 705,      | +00218,            |
| 34018      | Autignac                 | Commune monopolarisée | Hérault     | +0011,55         | +00 000911,       | +00079,            |
| 34025      | Bassan                   | Commune monopolarisée | Hérault     | +0006,79         | +0 0002 112,      | +00311,            |
| 34032      | Béziers                  | Pôle urbain           | Hérault     | +0095,48         | +00077 177,       | +00808,            |
| 34037      | Boujan-sur-Libron        | Pôle urbain           | Hérault     | +0007,02         | +0 0003 378,      | +00481,            |
| 34061      | Causses-et-Veyran        | Commune monopolarisée | Hérault     | +0017,65         | +00 000603,       | +00034,            |
| 34065      | Cazedarnes               | Commune monopolarisée | Hérault     | +0011,64         | +00 000601,       | +00052,            |
| 34069      | Cazouls-lès-Béziers      | Commune monopolarisée | Hérault     | +0038,46         | +0 0004 987,      | +00130,            |
| 34073      | Cers                     | Commune monopolarisée | Hérault     | +0007,85         | +0 0002 566,      | +00327,            |
| 34074      | Cessenon-sur-Orb         | Commune monopolarisée | Hérault     | +0037,29         | +0 0002 284,      | +00061,            |
| 34081      | Colombiers               | Commune monopolarisée | Hérault     | +0010,14         | +0 0002 484,      | +00245,            |
| 34084      | Corneilhan               | Commune monopolarisée | Hérault     | +0014,23         | +0 0001 717,      | +00121,            |
| 34085      | Coulobres                | Commune monopolarisée | Hérault     | +0002,99         | +00 000360,       | +00120,            |
| 34089      | Creissan                 | Commune monopolarisée | Hérault     | +0008,89         | +0 0001 360,      | +00153,            |
| 34094      | Espondeilhan             | Commune monopolarisée | Hérault     | +0005,08         | +0 0001 033,      | +00203,            |
| 34105      | Fouzilhon                | Commune monopolarisée | Hérault     | +0005,39         | +00 000244,       | +00045,            |
| 34135      | Lespignan                | Commune monopolarisée | Hérault     | +0022,92         | +0 0003 260,      | +00142,            |
| 34139      | Lieuran-lès-Béziers      | Commune monopolarisée | Hérault     | +0008,51         | +0 0001 396,      | +00164,            |
| 34140      | Lignan-sur-Orb           | Commune monopolarisée | Hérault     | +0003,41         | +0 0003 199,      | +00938,            |
| 34147      | Magalas                  | Commune monopolarisée | Hérault     | +0020,76         | +0 0003 349,      | +00161,            |
| 34148      | Maraussan                | Pôle urbain           | Hérault     | +0012,37         | +0 0004 414,      | +00357,            |
| 34155      | Maureilhan               | Commune monopolarisée | Hérault     | +0010,55         | +0 0002 095,      | +00199,            |
| 34161      | Montady                  | Commune monopolarisée | Hérault     | +0009,95         | +0 0003 935,      | +00395,            |
| 34178      | Murviel-lès-Béziers      | Commune monopolarisée | Hérault     | +0032,36         | +0 0003 075,      | +00095,            |
| 34183      | Nissan-lez-Enserune      | Commune monopolarisée | Hérault     | +0029,74         | +0 0003 995,      | +00134,            |
| 34191      | Pailhès                  | Commune monopolarisée | Hérault     | +0006,           | +00 000570,       | +00095,            |
| 34206      | Poilhes                  | Commune monopolarisée | Hérault     | +0005,95         | +00 000559,       | +00094,            |
| 34209      | Portiragnes              | Commune monopolarisée | Hérault     | +0020,16         | +0 0003 134,      | +00155,            |
| 34223      | Puimisson                | Commune monopolarisée | Hérault     | +0006,38         | +0 0001 077,      | +00169,            |
| 34224      | Puissalicon              | Commune monopolarisée | Hérault     | +0013,05         | +0 0001 353,      | +00104,            |
| 34225      | Puisserguier             | Commune monopolarisée | Hérault     | +0028,27         | +0 0002 912,      | +00103,            |
| 34258      | Saint-Geniès-de-Fontedit | Commune monopolarisée | Hérault     | +0009,24         | +0 0001 593,      | +00172,            |
| 34279      | Saint-Nazaire-de-Ladarez | Commune monopolarisée | Hérault     | +0028,27         | +00 000354,       | +00013,            |
| 34298      | Sauvian                  | Commune monopolarisée | Hérault     | +0013,07         | +0 0005 353,      | +00410,            |
| 34299      | Sérignan                 | Commune monopolarisée | Hérault     | +0027,45         | +0 0006 956,      | +00253,            |
| 34300      | Servian                  | Commune monopolarisée | Hérault     | +0040,61         | +0 0004 937,      | +00122,            |
| 34310      | Thézan-lès-Béziers       | Commune monopolarisée | Hérault     | +0013,65         | +0 0002 987,      | +00219,            |
| 34324      | Valras-Plage             | Commune monopolarisée | Hérault     | +0002,35         | +0 0004 207,      | +01 790,           |
| 34329      | Vendres                  | Commune monopolarisée | Hérault     | +0037,8          | +0 0002 702,      | +00071,            |
| 34336      | Villeneuve-lès-Béziers   | Pôle urbain           | Hérault     | +0017,31         | +0 0004 207,      | +00243,            |
|            | Total                    |                       |             | +0708,39         | +00175 141,       | +00247,            |

## Évolution démographique
L'évolution démographique ci-dessous concerne l'unité urbaine selon le périmètre défini en 2010.
| 1968    | 1975    | 1982    | 1990    | 1999    | 2009    | 2011    | 2015    | 2016    | 2017    |
| ------- | ------- | ------- | ------- | ------- | ------- | ------- | ------- | ------- | ------- |
| 128 047 | 133 112 | 131 666 | 135 621 | 141 045 | 158 970 | 162 430 | 171 762 | 173 258 | 175 141 |